# Cerro Nuñorco Grande
Cerro Nuñorco Grande är ett berg i Argentina.   Det ligger i provinsen Tucumán, i den norra delen av landet, 1 100 km nordväst om huvudstaden Buenos Aires. Toppen på Cerro Nuñorco Grande är 3 309 meter över havet, eller 1 068 meter över den omgivande terrängen. Bredden vid basen är 10,8 km.
Terrängen runt Cerro Nuñorco Grande är bergig söderut, men norrut är den kuperad. Runt Cerro Nuñorco Grande är det ganska tätbefolkat, med 54 invånare per kvadratkilometer.. Närmaste större samhälle är Tafí del Valle, 14,3 km norr om Cerro Nuñorco Grande.
I omgivningarna runt Cerro Nuñorco Grande växer i huvudsak lövfällande lövskog.